# Mi-Août en Bretagne
Mi-Août en Bretagne oder Mi-août bretonne ist ein ehemaliges französisches Straßenradsport-Etappenrennen.

## Geschichte
Das Rennen wurde als Mi-août bretonne im Jahr 1961 im August in der französischen Region Bretagne zum ersten Mal ausgetragen. Von 1961 bis 1963 für Profis, 1978 bis 1985 nur für Amateure und von 1986 bis 2008 als open veranstaltet. Ab 1996 wurde das Rennen als UCI-Kategorie 1.5 eingestuft. Von 1997 bis 2007 fand es in Form einer Serie von Einzel-Straßenrennen statt, welche zwischen vier und acht Einzelrennen pro Jahr variierten. Die Rennen waren der Prix d'Armorique, der Prix Xavier Louarn, der Prix du Calvaire, der Prix d'Armor, der Prix des Moissons, der Prix de la Mi-août, der Prix des blés d'or, der Prix des falais und der Prix du Léon. Im Jahr 2008 wurde dieses System der Einzelrennen zugunsten eines Etappenrennen geändert. Ab 2009 wurde das Rennen als Etappenrennen in der Kategorie 2.2 in die UCI Europe Tour aufgenommen. Ab 2010 wurde der Name in Mi-août en Bretagne geändert und fand 2012 letztmalig statt.

## Siegerliste
| Jahr                | Sieger              | Zweiter             | Dritter              |
| ------------------- | ------------------- | ------------------- | -------------------- |
| Mi-août bretonne    |                     |                     |                      |
| Profis              |                     |                     |                      |
| 1961                | Fernand Picot       | François Le Bihan   | André Ruffet         |
| 1962                | Jean Gainche        | Henry Anglade       | Pierre Ruby          |
| 1963                | Jean Bourlès        | Jean Gainche        | Georges Groussard    |
| Amateure            |                     |                     |                      |
| 1978                | Gildas Le Menn      |                     |                      |
| 1979                | Philippe Dalibard   |                     |                      |
| 1980                | Philippe Dalibard   |                     |                      |
| 1981                | Patrick Busolini    |                     |                      |
| 1982                | Jean-Pierre Paul    |                     |                      |
| 1983                | Jacky Gesbert       |                     |                      |
| 1984                | Guy Bernard         |                     |                      |
| 1985                | Hubert Graignic     |                     |                      |
| Open                |                     |                     |                      |
| 1986                | Philippe Dalibard   | Christian Seznec    | Michal Ragot         |
| 1987                | Philippe Dalibard   | Dominique Le Bon    | Mariano Martínez     |
| 1988                | Philippe Dalibard   | René Bittinger      | Dominique Le Bon     |
| 1989                | Philippe Dalibard   | Félix Urbain        | Pascal Churin        |
| 1990                | Marek Świniarski    | ?                   | ?                    |
| 1991                | Linas Knistautas    | Marek Świniarski    | Naglis Ciplijauskas  |
| 1992                | François Simon      | Franck Morelle      | Dominique Le Bon     |
| 1993                | Jonas Romanovas     | Remigius Lupeikis   | Artūras Kasputis     |
| 1994                | Saulius Šarkauskas  | ?                   | Remigius Lupeikis    |
| 1995                | Nicolas Jalabert    | Christophe Rinero   | Jacques Bogdaski     |
| 1996                | David Delrieu       | Vincent Cali        | Cezary Zamana        |
| 1997                | Anthony Morin       | Cédric Dedoncker    | Christopher Horner   |
| 1998                | Jean-Michel Tessier | Jean-Philippe Yon   | Cyrille Prisé        |
| 1999                | Stéphan Ravaleu     | Cees Jeurissen      | Guillaume Auger      |
| 2000                | Jamie Drew          | Frédéric Gabriel    | Samuel Plouhinec     |
| 2001                | Lilian Jégou        | Shinichi Fukushima  | Stéphane Auroux      |
| 2002                | Lilian Jégou        | Frédéric Finot      | Simone Mori          |
| 2003                | Mickaël Buffaz      | Francesco Cipoletta | Yann Pivois          |
| 2004                | Stéphane Conan      | David Le Lay        | Stéphane Petilleau   |
| 2005                | Frédéric Lubach     | Sébastien Duret     | Mickaël Leveau       |
| 2006                | Stefan Kushlev      | Jonathan Dayus      | Joel Pearson         |
| 2007                | Christopher Froome  | Franck Charrier     | Sébastien Harbonnier |
| 2008                | Piotr Zieliński     | Frédéric Lubach     | Guillaume Malle      |
| 2009                | Frederik Wilmann    | Kévin Lalouette     | Julien Bérard        |
| Mi-août en Bretagne |                     |                     |                      |
| 2010                | Jean-Luc Delpech    | Kévin Lalouette     | Kristian House       |
| 2011                | Mark McNally        | Stian Remme         | Gilles Devillers     |
| 2012                | David Veilleux      | Christer Rake       | Alexandre Blain      |

### Ergebnisse Einzelrennen 1996 bis 2007
|      | Prix d’Armorique | Prix Xavier Louarn | Prix du Calvaire   | Prix d’Armor     | Prix des Moissons | Prix de la Mi-août | Prix des blés d’or  | Prix des falaises  | Prix du Léon       |
| ---- | ---------------- | ------------------ | ------------------ | ---------------- | ----------------- | ------------------ | ------------------- | ------------------ | ------------------ |
| 1996 | Johan Capiot     |                    | Vincent Cali       | Frédéric Gabriel | Frédéric Gabriel  | Vincent Cali       |                     |                    |                    |
| 1997 | Andreas Beikirch | Cyril Saugrain     | Anthony Morin      | Anthony Morin    | Emmanuel Magnien  | Frankie Andreu     | Ole Sigurd Simensen | Michel Lallouët    |                    |
| 1998 |                  |                    | Christophe Capelle | Hans De Meester  |                   |                    | Frédéric Bessy      | Vincent Cali       |                    |
| 1999 | Saulius Ruškys   |                    | Jérôme Bonnace     | Stéphan Ravaleu  | Michel Lallouët   |                    | Anthony Morin       | Thor Hushovd       | Thor Hushovd       |
| 2000 | Steve Zampieri   | Damien Nazon       |                    | Marc Vanacker    |                   |                    | Baden Cooke         |                    | Jean-Cyril Robin   |
| 2001 | Gilles Canouet   | Stéphane Petilleau |                    |                  |                   |                    | Guillaume Judas     |                    | Alexei Siwakow     |
| 2002 | Samuel Dumoulin  |                    |                    | Nicolas Liboreau |                   | Simone Mori        | Yuriy Krivtsov      |                    | Frédéric Finot     |
| 2003 | Yasutaka Tashiro |                    |                    |                  | Mickaël Buffaz    |                    | Christophe Guillome |                    | Yannick Talabardon |
| 2004 | Stéphane Conan   |                    |                    |                  | Yann Pivois       | Nicholas White     | Yannick Talabardon  |                    |                    |
| 2005 | Charles Guilbert |                    |                    |                  |                   | Charles Guilbert   |                     | Frédéric Delalande |                    |
| 2006 | Pierre Rolland   |                    |                    |                  |                   | Christophe Diguet  | Fabien Bacquet      |                    | Stefan Kushlev     |
| 2007 | Yoann Offredo    |                    |                    |                  |                   | Erwan Brenterch    | Kévin Lalouette     |                    | Franck Charrier    |